# Südostasienspiele 2015/Billard
Bei den Südostasienspielen 2015 in Singapur fanden vom 6. bis 10. Juni 2015 in der OCBC Arena 10 Wettbewerbe im Billard statt.

## Medaillengewinner

### Herren
| Disziplin                             | Gold                                                                        | Silber                                             | Bronze                                                       |
| ------------------------------------- | --------------------------------------------------------------------------- | -------------------------------------------------- | ------------------------------------------------------------ |
| Einband Einzel                        | Tran Phi Hung                                                               | Mã Minh Cẩm                                        | Efren Reyes                                                  |
| Einband Einzel                        | Tran Phi Hung                                                               | Mã Minh Cẩm                                        | Francisco Dela Cruz                                          |
| 9-Ball Einzel                         | Dennis Orcollo                                                              | Maung Maung                                        | Carlo Biado                                                  |
| 9-Ball Einzel                         | Dennis Orcollo                                                              | Maung Maung                                        | Do Hoang Quan                                                |
| 9-Ball Doppel                         | Carlo Biado Warren Kiamco                                                   | Do Hoang Quan Nguyen Anh Tuan                      | Maung Maung Thu Aung Moe                                     |
| 9-Ball Doppel                         | Carlo Biado Warren Kiamco                                                   | Do Hoang Quan Nguyen Anh Tuan                      | Toh Lian Han Aloysius Yapp                                   |
| English Billiards Einzel              | Peter Gilchrist                                                             | Htay Aung                                          | Kyaw Oo                                                      |
| English Billiards Einzel              | Peter Gilchrist                                                             | Htay Aung                                          | Praprut Chaithanasakun                                       |
| English Billiards Einzel (500 Punkte) | Peter Gilchrist                                                             | Nguyễn Thanh Bình                                  | Praprut Chaithanasakun                                       |
| English Billiards Einzel (500 Punkte) | Peter Gilchrist                                                             | Nguyễn Thanh Bình                                  | Thawat Sujaritthurakarn                                      |
| English Billiards Doppel              | Htay Aung Min Sithu Tun                                                     | Chan Keng Kwang Peter Gilchrist                    | Praprut Chaithanasakun Thawat Sujaritthurakarn               |
| English Billiards Doppel              | Htay Aung Min Sithu Tun                                                     | Chan Keng Kwang Peter Gilchrist                    | Nguyễn Thanh Bình Nguyen Trung Kien                          |
| English Billiards Mannschaft          | Thailand Praprut Chaithanasakun Thawat Sujaritthurakarn Suriya Suwannasingh | Myanmar Aung Htay Kyaw Oo Min Sithu Tun            | Indonesien Jaka Kurniawan Sahroni Sahroni Marlando Sihombing |
| English Billiards Mannschaft          | Thailand Praprut Chaithanasakun Thawat Sujaritthurakarn Suriya Suwannasingh | Myanmar Aung Htay Kyaw Oo Min Sithu Tun            | Vietnam Nguyễn Thanh Bình Nguyen Trung Kien Pham Hoai Nam    |
| Snooker Einzel                        | Thor Chuan Leong                                                            | Htet Ko                                            | Michael Mengorio                                             |
| Snooker Einzel                        | Thor Chuan Leong                                                            | Htet Ko                                            | Ang Boon Chin                                                |
| Snooker Doppel                        | Moh Keen Hoo Thor Chuan Leong                                               | Kritsanut Lertsattayatthorn Ratchayothin Yotharuck | Alvin Barbero Michael Mengorio                               |
| Snooker Doppel                        | Moh Keen Hoo Thor Chuan Leong                                               | Kritsanut Lertsattayatthorn Ratchayothin Yotharuck | Lim Chun Kiat Tey Choon Kiat                                 |

### Damen
| Disziplin     | Gold           | Silber       | Bronze                |
| ------------- | -------------- | ------------ | --------------------- |
| 9-Ball Einzel | Chezka Centeno | Rubilen Amit | Aung Aye Mi           |
| 9-Ball Einzel | Chezka Centeno | Rubilen Amit | Siraphat Chitchomnart |

## Medaillenspiegel
| Platz  | Land        | Gold | Silber | Bronze | Gesamt |
| ------ | ----------- | ---- | ------ | ------ | ------ |
| 1      | Philippinen | 3    | 1      | 5      | 9      |
| 2      | Singapur    | 2    | 1      | 3      | 6      |
| 3      | Malaysia    | 2    | 0      | 0      | 2      |
| 4      | Myanmar     | 1    | 4      | 3      | 8      |
| 5      | Vietnam     | 1    | 3      | 3      | 7      |
| 6      | Thailand    | 1    | 1      | 5      | 7      |
| 7      | Indonesien  | 0    | 0      | 1      | 1      |
| Gesamt | Gesamt      | 10   | 10     | 20     | 40     |